# Narceus americanus
Narceus americanus este o specie, relativ, mare de dilopod din Statele Unite și Europa. Ea locuiește pe coasta de est a Statelor Unite, din sud-estul Canadei până în centrul Texasului. Este una dintre cele mai mari specii de dilopode din America de Nord, atingând o lungime între 4 și 11,5 centimetri. A fost observat însă și in Munții Carpați, in zona Sibiului. 
Când este amenințat, el se răsucește într-un ghem, uneori emană un lichid cu substanțe nocive care conține cantități mari de benzochinonă, ce poate provoca arsuri dermatologice sau iritarea ochilor. Deși unele dilopode secretă acid cianhidric, acesta nu produce așa ceva, cum cred unii. 

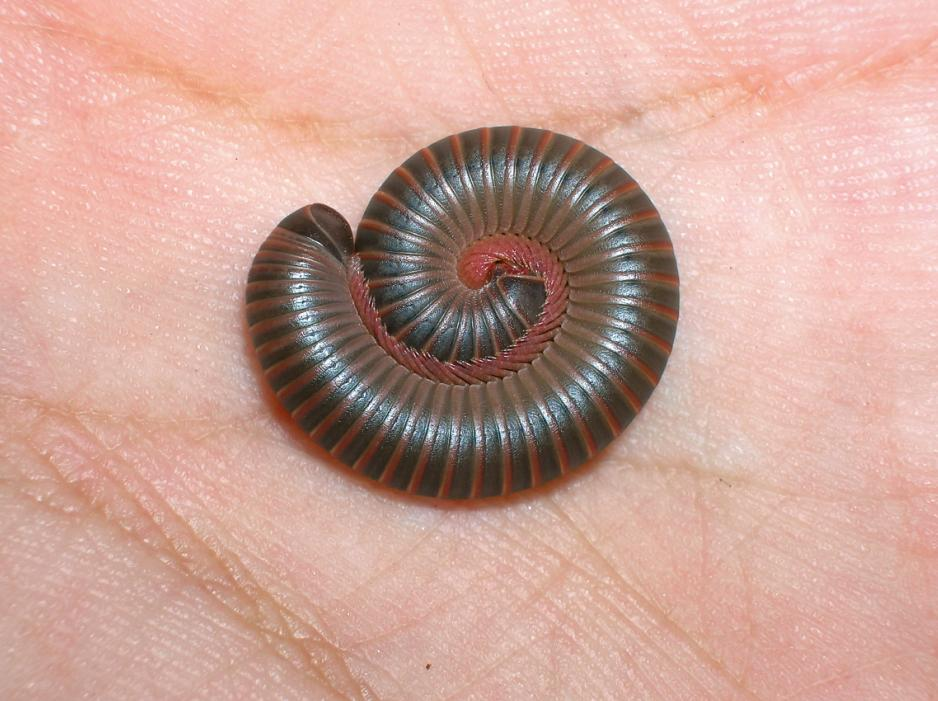
Poziţia de apărare